# Stefano Bandecchi
Stefano Bandecchi (nascut el 4 d'abril de 1961) és un polític i empresari italià.
Membre i coordinador del partit centrista Alternativa Popular, ocupa el càrrec d'alcalde de Terni des de 2023.
Va fundar la Universitat Niccolò Cusano el 2006 i és president del Ternana Calcio des del 2017.